# Merdrignac
Merdrignac (bretonsko Medrigneg) je naselje in občina v francoskem departmaju Côtes-d'Armor regije Bretanje. Leta 2010 je naselje imelo 3.092 prebivalcev.

## Geografija
Kraj leži v pokrajini Bretaniji ob reki Hivet, 60 km zahodno od središča Rennesa.

## Uprava
Merdrignac je sedež istoimenskega kantona, v katerega so poleg njegove vključene še občine Gomené, Illifaut, Laurenan, Loscouët-sur-Meu, Mérillac, Saint-Launeuc, Saint-Vran in Trémorel s 7.375 prebivalci.
Kanton Merdrignac je sestavni del okrožja Dinan.